# Ghassan Kanafani
Ghassan Kanafani (în arabă غسان كنفاني / Ġassān Kanafānī, n. 9 aprilie 1936 în Akka, atunci Palestina sub mandat britanic -  d. 8 iulie 1972 în Beirut, Liban) a fost un scriitor palestinian, activist politic și purtătorul de cuvânt al Frontului Popular pentru Eliberarea Palestinei, de orientare marxistă, care s-a făcut remarcat prin operele sale critice atât la adresa israelienilor, pe care îi considera ocupatori, dar și la adresa regimului palestinian care tolera ocupația israeliană. El a murit în data de 8 iulie 1972 asasinat cu o mașină capcană.

## Biografie
Ghassan Kanafani s-a născut în data de 9 aprilie 1936 în Acra într-o familie de activiști care lupta împotriva ocupației britanice a Palestinei. Tatăl său, Muhammad Fayiz Abd al Razzag, avocat, a fost în mod repetat reținut și închis de către autoritățile britanice ca urmare a acțiunilor sale revoluționare. Odată cu izbucnirea Războiului Arabo-Israelian din 1948, Kanafani este obligat să plece în exil în Liban, iar apoi la  Damasc. Alături de familia lui Kanafani, au fost nevoiți să plece alți 700.000 de palestinieni, astfel conturându-se o perioadă tragică pentru palestineni, pe care o numesc „Nabka” / „Catastrofa”. Prima școală la care a mers a fost o școală catolică franceză din Jaffa, la care predau misionari francezi. A doua parte a formării sale a constat într-un curs în cadrul Agenției Organizației Națiunilor Unite de Ajutorare și Lucrări pentru Refugiații Palestinieni din Orientul Apropiat în urma căruia a obținut un certificat care îi permitea să predea. La început a lucrat ca profesor de artă într-o tabără de refugiați, în cadrul căreia a predat la 1200 de copii palestinieni refugiați. Pentru a-i ajuta pe copii să se împace cu noua realitate, Ghassan Kanafani a început să scrie proză scurtă, astfel începându-și cariera de scriitor.

## Activism politic
Ghassan Kanafani își concretizează o viziune critică asupra situației din Palestina datorită mediului său profesional și a cărților citite. În anul 1952 a acceptat un post la catedra departamentului de literatură arabă din cadrul Universității de la Damasc, unde l-a întâlnit pe George Habash, unul dintre fondatorii Frontului Popular pentru Eliberarea Palestinei, care l-a introdus în viața politică și i-a influențat opera prin viziunea sa, pe care i-a insuflat-o. Kanafani a scris mai multe lucrări precum „Rasă și Religie în Literatura Zionistă”, care însă nu i-au fost publicate, el fiind demis de la Universitatea din Damasc din cauza afilierii sale la Mișcarea Naționalistă Arabă. Deși el s-a mutat în Kuweit, nu și-a abandonat noua ideologie și a început să scrie pentru Al-Hurriya, Al-Muharrir și Al-Anwar, redacții afiliate Mișcării Naționaliste Arabe. Pe lângă meseria sa de redactor, Kanafani a continuat să lucreze ca profesor. Odată cu mutarea sa în Liban în 1960 și preluarea publicației Al-Hurriya, Kanafani a început să-și manifeste interesul față de filozofia marxistă. În anul 1969 a plecat de la publicația la care lucra atunci Al-Anwar și a mers la redacția Frontului Popular pentru Elibararea Palestinei Al-Hadaf făcând și ideologic trecerea de la pan-arabism către revoluționarismul palestinian, dedicându-se complet cauzei palestiniene. Ghassan Kanafani a devenit lider spiritual al Frontului Popular pentru Eliberarea Palestinei. El își manifestă critica și viziunea prin operele sale, mai precis prin personaje și simboluri.

## Opere emblematice, tematica și critica socială
Ghassan Kanafani este cunoscut pentru o serie de romane și nuvele care l-au plasat alături de Mahmoud Darwish în rândul celor mai cunoscuți și îndragiți scriitori palestinieni. Ghassan Kanafani este primul care abordează cauza palestiniană și criza umanitară prin care a trecut ca urmare a formării statului Israel și al sprijinului primit de acesta din afară. Rezultatul unei cariere de scriitor de doar zece ani este o viziune colectivă, care îmbină umanul cu politicul, reflecție a mai multor perspective și atitudini. Ihsan Abbas, figură importantă a mediului academic palestinian, consideră că „Avem nevoie astăzi de o viziune și de o voce colectivă, care să transmită întregii lumi cauza palestiniană pentru a o ajuta, luând locul haosului, viziunilor multiple și interesului propriu, care o prejudiciază.” 
Ghassan Kanafani este unul din marii scriitori de literatură de rezistență palestinieni, căruia i-a reușit o abordare verosimilă și dintr-o pluriperspectivă a dramelor și tragediilor de zi cu zi ale palestinienilor, atât a celor care trăiesc în Palestina, cât și a celor care aleg calea exilului. Kanafani creionează o imagine de ansamblu a societății palestiniene, reprezentând toate tipologiile de oameni din toate păturile sociale și cum aceștia au reușit sau nu să depășească criza și să se adapteze la noile condiții sociale impuse de conflict. Ca în orice conflict există și cei care profită de pe urma lui, precum Abul Khaizuran, cei care-și părăsesc țara pentru o viață mai bună, precum Abu Qais, Assad și Marwan, și cei care se zbat pentru a apuca ziua de mâine, precum ʾUmm Saʿd. Printre cele mai importante și de succes opere se numără „Bărbați în soare” / „Riǧālun fī aš-šamsi”, „Mama lui Saad” / „Umm Saʿd” și „Ținutul portocalelor triste” / „ʾArḍ al-burtuqāl al-ḥazīn”.

### „Bărbați în soare”
Romanul „Bărbați în soare” prezintă încercarea a trei bărbați Marwan, Abu Qais și Assad de a ajunge în Kuweit în mod ilegal, sperând ca acolo să găsească o viață mai bună. Neavând posibilități materiale, singura lor opțiune este reprezentată de Abul Khaizuran, care se oferă să-i treacă granița într-o cisternă. Bărbații acceptă și astfel își pun viețile în mâinile lui Abul Khaizuran. La prima trecere a graniței bărbații cu greu reușesc să iasă din cisternă, fapt ce ar trebui să le trezească cel puțin spiritul de conservare, dar acest lucru nu se întâmplă, astfel încât își reiau locul în cisternă. La a doua trecere a graniței cei trei bărbați nu mai reușesc să iasă, soarele dovedindu-se a fi prea puternic și chiar fatal. Abul Khaizuran în fața nenorocirii le reproșează: „De ce nu ați bătut în peretele cisternei?”. În mod pragmatic apoi, Abul Khaizuran le lasă leșurile în deșert și-și continuă drumul spre Kuweit.
Această operă este o alegorie la catastrofa / „nabka” socială și umanitară palestiniană, care își propune să critice propriul interes, corupția și pasivitatea clasei politice și a palestinienilor, în general. De asemenea, Kanafani  critică și condamnă palestinienii emigranți, care părăsesc Palestina în căutarea unei vieți mai bune. Opera este emblematică pentru critica socială și acuzațiile pe care Ghassan Kanafani le manifestă față de diferite clase și valori. 
În romanul „Bărbați în soare” motivul călătoriei este motivul principal al operei, deoarece călătoria constituie cadrul necesar, prin care el își poate prezenta viziunea asupra exilului și a celor care aleg să-și părăsească țara pentru o viață mai bună în afara ei. Căutarea unei noi identități și a prosperității este zadarnică, întrucât „căutarea propriei existențe este derizorie, ei neputând exista în trecut, pierzându-și rădăcinile din cauza războiului, în prezent fiind non-entități, fără vreun statut legal, doar viitorul promite speranță și prosperitate.” Pe tot parcursul călătoriei, Kanafani introduce semne, prin care el își asumă poziția critică față de decizia personajelor de a-și părăsi țara. Printre acestea se numără corbul care survolează pe întinsul cerului și prevestește tragicul. 
Kanafani introduce motivul călătoriei cu ajutorul căreia își expune viziunea sa asupra temei sale principale, cea a rezistenței palestiniene. Mesajul care rezultă este că „urmărirea îndeplinirii unui vis în afara propriei țări poate duce doar la tragedie” 
O ultimă critică atinge guvernul țării acelei vremi, care este portretizată de Abul Khaizuran, în jurul căruia gravitează celelalte personaje. Critica vizează atât conducerea, cât și poporul. Această critică reflectă interesul propriu și lupta pentru putere din interiorul Palestinei, care se situează deasupra interesului general. 

### „Ținutul portocalelor triste”
Aceast roman prezintă povestea unei familii care este nevoită să fugă din calea războiului din Palestina în Liban. Ghassan Kanafani conturează imaginea unei familii față în față cu disperarea și tragedia. Trăirile prin care trece familia se văd încă de pe drum, când se uită pe geamul mașinii și văd în stânga și în dreapta livezile de portocale și încep să plângă. Lăsând livezile cu portocali în urmă, familia se confruntă cu un nou sentiment: frica. Această scenă, care scoate la iveală sentimentele familiei, indică importanța portocalei ca simbol al Palestinei și al legăturii cu pământul, simbol cunoscut de către orice palestinian. Frica este complet justificată, având în vedere simbolistica portocalei, care simbolizează patria/înrădăcinarea în acel ținut. Părăsirea Palestinei este o dezărădăcinare, această imagine a mașinii care trece pe lângă livezile de portocali, având rolul de a confirma realitatea exodului. 
Naratorul este un copil, care povestește toată întâmplarea la persoana întâi, perspectivă narativă care îl apropie pe cititor de familie și îl face să empatizeze cu aceasta. Drama se vede cel mai bine la tată, care este surpins într-o seară de către fiul său stând la masă, plângând și cu un pistol în fața sa. Pe masă, lângă pistol se află o portocală uscată și rigidă. Această scenă sumbră reflectă conexiunea dintre tată și portocală, adică dintre palestinian și țara sa, deoarece atât tatăl, cât și portocala, sunt într-un moment de cumpănă. Pistolul prezent pe masă agravează starea și sugerează o soluție extremă. Cele două opțiuni sunt sinuciderea sau recurgerea la armă pentru eliberarea patriei. Deși finalul este deschis, Ghassan Kanafani dorește prin această scenă să tragă un semnal de alarmă asupra iminentului pericol în care se află Palestina și să se ia măsuri pentru remedierea situației critice în care s-a ajuns,  luarea unei decizii urmate de punerea ei în aplicare ne mai putând întârzia.

### „Mama lui Saad”
„Mama lui Saad” este un roman publicat în anul 1969, a cărui acțiune gravitează în jurul personajului Umm Saad, mama unui tânăr luptător Fedayeen. Umm Saad trece în mod regulat în vizită pe la vărul ei, povestindu-i noutățile. Cu acest prilej, cititorul este intrpdus în lumea nemiloasă a vieții dintr-o tabără de refugiați, în care se ivesc zi de zi noi probleme. Umm Saad este îngrijorată pentru fiul ei, dar este în același timp și mândră de el, lăudându-se la cei din jur cu faptele de vitejie ale lui Saad. Mama sa încearcă să-l susțină în demersurile sale de eliberare a Palestinei cum poate, aducându-i mâncare sau punându-i o vorbă bună la administratorul taberei. 
Umm Saad devine purtătoare mesajului autorului datorită unor comparații cu diverse simboluri puternic încărcate cultural și de mare importanță pentru Palestina precum măslinul. Prima ei apariție este „binecuvântată” de măslini întrucât venind din capul străzii ea pare mereu înconjurată de măslini. Mersul ei este falnic și mândru, a doua comparație fiind făcută cu un steag, asocierea fiind de această dată făcută cu întreaga Palestina. În acest personaj cumulează și reflectă Kanafani toate calitățile cele mai de preț precum mândria, îndârjirea și sacrificiul de sine pentru patrie. Acest roman oferă răspunsul la critica socială pe care o face în romanul „Bărbați în soare”. Dacă în acel roman se critică exilul ca soluție pentru o viață mai bună, aici Umm Saad este dată exemplu pentru palestinianul ideal care nu-și abandonează țara, ci rămâne să lupte pentru ea și îi sprijină pe cei din jurul său. Cele două romane în oglindă „Bărbați în soare” și „Umm Saad” sunt deosebit de utile, deoarece concretizează viziunea sa în mod complementar.

## Asasinarea
Ghassan Kanafani este asasinat în data de 8 iulie 1972 la Beirut la vârsta de 36 de ani. El moare în momentul în care pornește motorul mașinii sale, la care era conectată o bombă. Kanafani moare incinerat alături de nepoata sa Lamees Najim. Mossad își asumă în cele din urmă răspunderea.
Asasinarea are loc ca răspuns la masacrul de la aeroportul Lod, care a fost organizar de către Armata Roșie Japoneză. Kanafani era la acea vreme purtătorul de cuvânt al Frontului Popular pentru Eliberarea Palestinei, care și-a asumat atacul. A început să circule prin presă o poză cu Kanafani și un terorist japonez, fapt ce l-a făcut să devină țintă pentru serviciile de securitate israeliene. Se crede că israelienii au fost ajutați de Ahmed Yunis, care ulterior a fost executat de Frontul Popular pentru Eliberarea Palestinei în 1981.

## Receptarea operei și comemorarea
Opera lui Ghassan Kanafani și viziunea sa politică sunt prețuite și astăzi, în special în cercurile Frontului Popular pentru Eliberarea Palestinei, care îl consideră una dintre cele mai importante personalități ale Palestinei. Dovada pentru actualitatea popularității sale este regăsită în taberele de refugiați din Cisiordania, unde graffitiuri cu portretul lui Kanafani pot fi găsite la tot pasul. De asemena, se organizează parade și marșuri pentru a-l comemora.În anul 1974 este fondat la Beirut „Ghassan Kanafani Cultural Foundation”, care are ca scop păstrarea vie a amintirii sale și sprijinirea grădinițelor și a taberelor de refugiați. Operele sale s-au bucurat de traduceri în mai multe limbi precum engleză, germană și spaniolă.

## Scrieri
- „Mawtu sariri raqam 12”, 1961, موت سرير رقم 12 (Moarte la patul 12)
- „'Arḍ al-burtuqāli al-ḥazīni”, 1963, أرض البرتقال الحزين (Pămâtul portocalelor triste)
- „Riğālun fiš-šamsi”, 1963, رجال في الشمس  (Bărbați în soare)
- „Al-bābu”, 1964, الباب (Ușa)
- „'Ālamun laysa lanā”, 1965, عالم ليس لنا (O lume care nu este a noastră)
- „'Adabu al-muqāwamati fī Filastīn al-muḥtallati 1948-1966”, 1966,أدب المقامة في فلسطين المحتلة (Literatura rezistenței în Palestina ocupată)
- „Mā tabqā lakum”, 1966, ما تبقى لكم (Ce vă rămâne)
- „Fī al-'adab aṣ-ṣahyunyyi”, 1967, في الأدب الصهيوني (Despre literatura sionistă)
- „Al-'adabu al-filastiniyyu al-muqāwimu taḥta al-iḥtilāli: 1948-1968”, 1968 (Literatura Palestiniană de rezistență sub ocupație)
- „'Ani ar-riğāli wa-l-banadiqi”, 1968, عن الرجال والبنادق (Despre oameni și puști)
- „'Umm sa'd”, 1969, أم سعد  (Umm Sa'd)
- „'Ā'idun 'ilā Ḥayfā”, 1970, عائد إلى حيفا (Înapoi la Haifa)
- „Al-'āšiq al-a'mā wa-al-'aṭraš”, 1972, العاشق، الأعمى والأطرش (Iubitul, orbul și surdul)
- „Barqūq Nīsān”, 1972, برقوق نيسان (Piersici de aprilie)
- „Al-qubba'atu wa an-nabī”, 1973 (Pălăria și profetul) neterminat
- „Thawratu 1936-39 fī filasṭīn”, 1974 (Revoluția din 1936-39 în Palestina)
- „Ğisrun 'ilā-al-'abadi”, 1978 (Un pod către eternitate)
- „Al-qāmīs al-masrūq wa-qiṣaṣ 'uĥrā”, 1982 (Cămașa furată și alte povestiri)

## Traduceri în alte limbi

### În engleză
- Kanafani, Ghassan (1998). „Men in the Sun and Other Palestinian Stories”. Hilary Kilpatrick (traducător) (2nd ed.). Three Continents Press. ISBN 9780894108570
- Kanafani, Ghassan (2000). „Palestine's Children: Returning to Haifa & Other Stories”. Barbara Harlow (contributor), Karen E. Riley (contributor). Three Continents Press. ISBN 9780894108907
- Kanafani, Ghassan (2004). „All That's Left to You”. Roger Allen (contributor), May Jayyusi (traducător) and Jeremy Reed (traducător). Interlink World Fiction. ISBN 9781566565486
- Halliday, Fred (May–June 1971). "Ghassan Kannafani: On the PFLP and the September crisis (interview)". New Left Review. I (67)

### În germană
- Kanafani Ghassan (2008), „Männer in der Sonne", Hartmut Fähndrich (traducător), Lenos Verlag, ISBN 9783857877131
- Kanafani Ghassan (2015), „Das Land der traurigen Orangen”, Hartmut Fähndrich (traducător), Lenos Verlag, ISBN 9783857874598

- Ghassan Kanafani: „Bis wir zurückkehren. Palästinensische Erzählungen”, Lenos, Basel 1996, ISBN 3857876379
- Ghassan Kanafani: „Rückkehr nach Haifa. Roman aus Palästina”, Lenos, Basel 1992, ISBN 3857876115